# لويس سانتاماريا
لويس سانتاماريا (بالإسبانية: Luis Santamaría)‏ هو لاعب كرة قدم هندوراسي في مركز الدفاع، ولد في 22 نوفمبر 1975 في Iriona ‏ في هندوراس. شارك مع منتخب هندوراس لكرة القدم. أما مع النوادي، فقد لعب مع أتلاتيكو خولوما وريال إسبانيا وكينغداو جونون ونادي بكين سينوبو غوان ونادي بيدا ونادي ماراثون.

## وصلات خارجية
- لويس سانتاماريا على موقع الاتحاد الدولي (مؤرشف)  (الإنجليزية)
- لويس سانتاماريا على موقع ناشيونال فوتبول تيمز (الإنجليزية)
- لويس سانتاماريا على موقع Soccerway.com (الإنجليزية)